# Hyundai Engineering & Construction Hillstate Volleyball Club 2015-2016
Questa voce raccoglie le informazioni riguardanti lo Hyundai Engineering & Construction Hillstate Volleyball Club nella stagione 2015-2016.

## Organigramma societario
Area direttiva
- Presidente: Jeong Su-hyeon
- Direttore: Baek Gyeong-gi
- Vicedirettore: Jeong Hui-chan
- Segretario generale: Guk Yeong-jun
- Segretario: Son Seon-mi

Area organizzativa
- Responsabile: Kim Tae-hyeon
- Interprete: Hong Yu-jin

Area tecnica
- Primo allenatore: Yang Chul-ho
- Secondo allenatore: Lee Yeong-taek
- Assistente allenatore: Kim Hyeong-chan, Choe Seok-mo
- Allenatore: Kim Jeong-han
- Statistico: Jo Jun-beom

## Rosa
| N° | Nome            | Ruolo | Data di nascita   | Nazionalità sportiva |
| -- | --------------- | ----- | ----------------- | -------------------- |
| 3  | Yeum Hye-seon   | P     | 3 febbraio 1991   | Corea del Sud        |
| 4  | Hwang Youn-joo  | S/O   | 13 agosto 1986    | Corea del Sud        |
| 5  | Bak Hye-mi      | L     | 19 agosto 1996    | Corea del Sud        |
| 6  | Jeong Da-eun    | C     | 20 ottobre 1991   | Corea del Sud        |
| 7  | Go Yu-min       | S     | 9 febbraio 1995   | Corea del Sud        |
| 8  | Kim Yeon-Kyeon  | L     | 1º dicembre 1993  | Corea del Sud        |
| 9  | Bak Kyeong-yeon | S     | 25 luglio 1997    | Corea del Sud        |
| 10 | Lee Ye-rim      | S     | 10 gennaio 1998   | Corea del Sud        |
| 11 | Han Yu-mi       | S     | 5 febbraio 1982   | Corea del Sud        |
| 12 | Jeong Mi-seon   | S     | 19 maggio 1994    | Corea del Sud        |
| 13 | Kim Se-young    | C     | 4 giugno 1981     | Corea del Sud        |
| 14 | Yang Hyo-jin    | C     | 14 dicembre 1989  | Corea del Sud        |
| 15 | Kim Seon-hui    | C     | 18 settembre 1997 | Corea del Sud        |
| 16 | Kim Ju-ha       | S     | 24 aprile 1992    | Corea del Sud        |
| 17 | Emily Hartong   | S     | 4 febbraio 1992   | Stati Uniti          |
| 19 | Lee Da-yeong    | P     | 15 ottobre 1996   | Corea del Sud        |

## Mercato
| Acquisti | Acquisti        | Acquisti            | Acquisti   |
| R.       | Nome            | da                  | Modalità   |
| -------- | --------------- | ------------------- | ---------- |
| S        | Bak Kyeong-yeon | Computer Science HS | definitivo |
| S        | Lee Ye-rim      | Computer Science HS | definitivo |
| C        | Kim Seon-hui    | Computer Science HS | definitivo |
| S        | Emily Hartong   | Volero Zurigo       | definitivo |

| Cessioni | Cessioni        | Cessioni         | Cessioni   |
| R.       | Nome            | a                | Modalità   |
| -------- | --------------- | ---------------- | ---------- |
| L        | Kim Tae-hui     | -                | ritirata   |
| C        | Gang Min-jeong  | -                | ritirata   |
| S        | Jeong Hyeon-ju  | -                | ritirata   |
| S/O      | Polina Rəhimova | Toyota Queenseis | definitivo |
| S/O      | Kim Jin-hui     | KGC Ginseng      | definitivo |
| P        | Jo Ye-jin       | KGC Ginseng      | definitivo |

## Risultati

### V-League

#### Regular season

##### Primo round
| 11 ottobre 2015 Gyeyang Cheyukgwan, Incheon          | Pink Spiders      | 3 - 2 | Hyundai Hillstate | 25-19, 20-25, 16-25, 25-21, 15-13 |
| 15 ottobre 2015 Jangchung Cheyukgwan, Seul           | GS Caltex Seoul   | 2 - 3 | Hyundai Hillstate | 25-16, 25-17, 23-25, 22-25, 10-15 |
| 19 ottobre 2015 Gimcheon Silnae Cheyukgwan, Gimcheon | Gyeongbuk Hi-Pass | 2 - 3 | Hyundai Hillstate | 25-22, 25-22, 22-25, 21-25, 8-15  |
| 28 ottobre 2015 Suwon Cheyukgwan, Suwon              | Hyundai Hillstate | 3 - 1 | IBK Altos         | 25-18, 21-25, 25-19, 25-12        |
| 1 novembre 2015 Chungmu Cheyukgwan, Daejeon          | KGC Ginseng       | 0 - 3 | Hyundai Hillstate | 11-25, 19-25, 22-25               |

##### Secondo round
| 5 novembre 2015 Suwon Cheyukgwan, Suwon               | Hyundai Hillstate | 2 - 3 | Pink Spiders      | 24-26, 25-19, 22-25, 25-14, 8-15 |
| 8 novembre 2015 Suwon Cheyukgwan, Suwon               | Hyundai Hillstate | 3 - 0 | Gyeongbuk Hi-Pass | 25-18, 25-14, 25-18              |
| 11 novembre 2015 Suwon Cheyukgwan, Suwon              | Hyundai Hillstate | 3 - 0 | KGC Ginseng       | 25-19, 25-19, 25-20              |
| 16 novembre 2015 Suwon Cheyukgwan, Suwon              | Hyundai Hillstate | 3 - 2 | GS Caltex Seoul   | 25-19, 22-25, 22-25, 25-22, 15-9 |
| 25 novembre 2015 Chonghap Silnae Cheyukgwan, Hwaseong | IBK Altos         | 2 - 3 | Hyundai Hillstate | 21-25, 17-25, 25-20, 25-19, 3-15 |

##### Terzo round
| 5 dicembre 2015 Suwon Cheyukgwan, Suwon              | Hyundai Hillstate | 3 - 0 | IBK Altos         | 25-22, 25-15, 25-13               |
| 9 dicembre 2015 Gimcheon Silnae Cheyukgwan, Gimcheon | Gyeongbuk Hi-Pass | 3 - 2 | Hyundai Hillstate | 23-25, 25-16, 22-25, 25-22, 15-12 |
| 12 dicembre 2015 Suwon Cheyukgwan, Suwon             | Hyundai Hillstate | 3 - 0 | KGC Ginseng       | 25-21, 39-37, 25-17               |
| 14 dicembre 2015 Suwon Cheyukgwan, Suwon             | Hyundai Hillstate | 3 - 1 | GS Caltex Seoul   | 25-19, 12-25, 25-19, 25-22        |
| 17 dicembre 2015 Gyeyang Cheyukgwan, Incheon         | Pink Spiders      | 0 - 3 | Hyundai Hillstate | 23-25, 22-25, 13-25               |

##### Quarto round
| 29 dicembre 2015 Chungmu Cheyukgwan, Daejeon         | KGC Ginseng       | 0 - 3 | Hyundai Hillstate | 17-25, 14-25, 11-25        |
| 31 dicembre 2015 Suwon Cheyukgwan, Suwon             | Hyundai Hillstate | 0 - 3 | Pink Spiders      | 16-25, 29-31, 19-25        |
| 7 gennaio 2016 Jangchung Cheyukgwan, Seul            | GS Caltex Seoul   | 1 - 3 | Hyundai Hillstate | 21-25, 26-24, 23-25, 19-25 |
| 11 gennaio 2016 Suwon Cheyukgwan, Suwon              | Hyundai Hillstate | 0 - 3 | Gyeongbuk Hi-Pass | 14-25, 18-25, 23-25        |
| 18 gennaio 2016 Chonghap Silnae Cheyukgwan, Hwaseong | IBK Altos         | 3 - 0 | Hyundai Hillstate | 25-15, 25-15, 25-17        |

##### Quinto round
| 27 gennaio 2016 Suwon Cheyukgwan, Suwon              | Hyundai Hillstate | 3 - 1 | Pink Spiders      | 25-16, 25-22, 16-25, 25-19        |
| 1 febbraio 2016 Chungmu Cheyukgwan, Daejeon          | KGC Ginseng       | 3 - 2 | Hyundai Hillstate | 30-28, 13-25, 12-25, 25-19, 15-12 |
| 4 febbraio 2016 Gimcheon Silnae Cheyukgwan, Gimcheon | Gyeongbuk Hi-Pass | 3 - 0 | Hyundai Hillstate | 25-20, 25-16, 25-22               |
| 7 febbraio 2016 Suwon Cheyukgwan, Suwon              | Hyundai Hillstate | 1 - 3 | IBK Altos         | 19-25, 15-25, 25-22, 20-25        |
| 10 febbraio 2016 Suwon Cheyukgwan, Suwon             | Hyundai Hillstate | 1 - 3 | GS Caltex Seoul   | 25-18, 10-25, 23-25, 27-29        |

##### Sesto round
| 13 febbraio 2016 Suwon Cheyukgwan, Suwon              | Hyundai Hillstate | 3 - 0 | Gyeongbuk Hi-Pass | 25-17, 25-23, 25-22               |
| 18 febbraio 2016 Jangchung Cheyukgwan, Seul           | GS Caltex Seoul   | 3 - 0 | Hyundai Hillstate | 25-17, 25-23, 25-21               |
| 23 febbraio 2016 Suwon Cheyukgwan, Suwon              | Hyundai Hillstate | 3 - 0 | KGC Ginseng       | 25-18, 25-18, 25-17               |
| 27 febbraio 2016 Chonghap Silnae Cheyukgwan, Hwaseong | IBK Altos         | 3 - 2 | Hyundai Hillstate | 25-18, 14-25, 18-25, 25-13, 15-10 |
| 5 marzo 2016 Gyeyang Cheyukgwan, Incheon              | Pink Spiders      | 3 - 2 | Hyundai Hillstate | 25-19, 15-25, 19-25, 25-17, 16-14 |

#### Play-off scudetto
| Semifinale (gara 1) - 11 marzo 2016 Suwon Cheyukgwan, Suwon          | Hyundai Hillstate | 3 - 1 | Pink Spiders      | 26-28, 25-16, 25-15, 25-22 |
| Semifinale (gara 2) - 13 marzo 2016 Gyeyang Cheyukgwan, Incheon      | Pink Spiders      | 1 - 3 | Hyundai Hillstate | 25-18, 20-25, 15-25, 16-25 |
| Finale (gara 1) - 17 marzo 2016 Chonghap Silnae Cheyukgwan, Hwaseong | IBK Altos         | 0 - 3 | Hyundai Hillstate | 18-25, 23-25, 17-25        |
| Finale (gara 2) - 19 marzo 2016 Chonghap Silnae Cheyukgwan, Hwaseong | IBK Altos         | 0 - 3 | Hyundai Hillstate | 14-25, 21-25, 21-25        |
| Finale (gara 3) - 21 marzo 2016 Suwon Cheyukgwan, Suwon              | Hyundai Hillstate | 3 - 0 | IBK Altos         | 25-22, 25-20, 25-18        |

### Coppa KOVO

#### Fase a gironi
| 1ª giornata - 11 luglio 2015 Cheongju Silnae Cheyukgwan, Cheongju | Hyundai Hillstate | 3 - 1 | Gyeongbuk Hi-Pass | 25-14, 20-25, 25-21, 25-21 |
| 3ª giornata - 15 luglio 2015 Cheongju Silnae Cheyukgwan, Cheongju | KGC Ginseng       | 1 - 3 | Hyundai Hillstate | 25-22, 14-25, 14-25, 22-25 |

#### Fase a eliminazione diretta
| Semifinale - 17 luglio 2015 Cheongju Silnae Cheyukgwan, Cheongju | Hyundai Hillstate | 3 - 1 | Pink Spiders | 25-20, 26-24, 12-25, 25-23        |
| Finale - 19 luglio 2015 Cheongju Silnae Cheyukgwan, Cheongju     | Hyundai Hillstate | 2 - 3 | IBK Altos    | 25-21, 23-25, 25-23, 21-25, 11-15 |

## Statistiche

### Statistiche di squadra
| Competizione | Punti | In casa | In casa | In casa | In trasferta | In trasferta | In trasferta | Totale | Totale | Totale |
| Competizione | Punti | G       | V       | P       | G            | V            | P            | G      | V      | P      |
| ------------ | ----- | ------- | ------- | ------- | ------------ | ------------ | ------------ | ------ | ------ | ------ |
| V-League     | 53    | 17      | 12      | 5       | 18           | 9            | 9            | 35     | 21     | 14     |
| Coppa KOVO   | -     | -       | -       | -       | -            | -            | -            | 4      | 3      | 1      |
| Totale       | -     | 17      | 12      | 5       | 18           | 9            | 9            | 39     | 24     | 15     |

G = partite giocate; V = partite vinte; P = partite perse

### Statistiche dei giocatori
| Giocatore  | Campionato | Campionato | Campionato | Campionato | Campionato | Coppa KOVO | Coppa KOVO | Coppa KOVO | Coppa KOVO | Coppa KOVO | Totale | Totale | Totale | Totale | Totale |
| Giocatore  | P          | PT         | AV         | MV         | BV         | P          | PT         | AV         | MV         | BV         | P      | PT     | AV     | MV     | BV     |
| ---------- | ---------- | ---------- | ---------- | ---------- | ---------- | ---------- | ---------- | ---------- | ---------- | ---------- | ------ | ------ | ------ | ------ | ------ |
| Bak H.m.   | 7          | 0          | 0          | 0          | 0          | 4          | 0          | 0          | 0          | 0          | 11     | 0      | 0      | 0      | 0      |
| Bak K.y.   | 0          | 0          | 0          | 0          | 0          | -          | -          | -          | -          | -          | 0      | 0      | 0      | 0      | 0      |
| Go Y.m.    | 27         | 56         | 50         | 2          | 4          | 4          | 48         | 42         | 3          | 3          | 31     | 104    | 92     | 5      | 7      |
| Han Y.m.   | 34         | 160        | 131        | 21         | 8          | 4          | 23         | 18         | 3          | 2          | 38     | 183    | 149    | 24     | 10     |
| E. Hartong | 35         | 659        | 590        | 50         | 19         | -          | -          | -          | -          | -          | 35     | 659    | 590    | 50     | 19     |
| Hwang Y.j. | 35         | 438        | 366        | 45         | 27         | 4          | 78         | 65         | 5          | 8          | 39     | 516    | 431    | 50     | 35     |
| Jeong D.e. | 15         | 11         | 8          | 0          | 3          | 2          | 1          | 1          | 0          | 0          | 17     | 12     | 9      | 0      | 3      |
| Jeong M.s. | 35         | 96         | 75         | 9          | 12         | 4          | 15         | 15         | 0          | 0          | 39     | 111    | 90     | 9      | 12     |
| Kim J.h.   | 35         | 4          | 0          | 0          | 4          | 4          | 1          | 0          | 0          | 1          | 39     | 5      | 0      | 0      | 5      |
| Kim S.h.   | 0          | 0          | 0          | 0          | 0          | -          | -          | -          | -          | -          | 0      | 0      | 0      | 0      | 0      |
| Kim Se-y.  | 35         | 236        | 148        | 85         | 3          | 4          | 35         | 20         | 15         | 0          | 39     | 271    | 168    | 100    | 3      |
| Kim Y.K.   | 35         | 0          | 0          | 0          | 0          | 4          | 0          | 0          | 0          | 0          | 39     | 0      | 0      | 0      | 0      |
| Lee D.y.   | 35         | 41         | 10         | 21         | 10         | 4          | 7          | 1          | 2          | 4          | 39     | 48     | 11     | 23     | 14     |
| Lee Y.r.   | 1          | 0          | 0          | 0          | 0          | -          | -          | -          | -          | -          | 1      | 0      | 0      | 0      | 0      |
| Yang H.j.  | 33         | 562        | 439        | 89         | 34         | 4          | 72         | 51         | 17         | 4          | 37     | 634    | 490    | 106    | 38     |
| Yeum H.s.  | 35         | 57         | 14         | 15         | 28         | 4          | 8          | 3          | 1          | 4          | 39     | 65     | 17     | 16     | 32     |

P = presenze; PT = punti totali; AV = attacchi vincenti; MV = muri vincenti; BV = battute vincenti